# Краљевина Пијемонт-Сардинија
Краљевина Пијемонт-Сардинија је неформални назив за Краљевину Сардинију као бившу краљевину Савојске династије у северозападној Италији, а постојала је од 1720. до уједињења Италије 1870. За историју пре тога периода треба погледати одредницу Краљевина Сардинија.

## Пијемонт и Сардинија
Сицилијанска краљевина је замењена 1720. за Сардинију, па је кућа Савој постала краљевска династија. Иако се називала Краљевина Сардинија главни поседи куће Савој у 18. и 19. веку су биле територије Савоја и Пијемонта са главним градом Торином. Територија Пијемонта је 1743. ушла у састав Краљевине Сардиније. Када је Наполеон 1796. освојио краљевину заједно са остатком северне Италије краљ Карло Емануел IV је побегао на Сардинију.

## Уједињење Италије
Краљевина је 1814. поново успостављена Бечким конгресом и проширена је деловима Републике Ђенове, која је служила као бафер према Француској. У исто време Ломбардија-Венеција је била под аустријском влашћу. У доба након Наполеона краљевином су владали конзервативни краљеви Виктор Емануел I и Карло Феликс од Сардиније. Умерени конзервативац Карло Алберт је 1831. дошао на власт. Под притиском револуције из 1848. и либерала краљевина је добила устав. Краљевина је под либералним притиском прогласила рат Аустрији. Након почетних успеха краљевина је изгубила рат. Након краткога и катастрофалнога другога рата са Аустријом и пораза 23. марта 1849. у бици код Новаре Карло Алберт је абдицирао 23. марта 1849. у корист свога сина Виктора Емануела II. Гроф Камило Бенсо ди Кавур је постао председник владе, а краљевина Сардинија је постала центар око кога се одвијало италијанско уједињење. Краљевина Сардинија је учествовала у Кримском рату на страни Турака, Велике Британије и Француске.
Француска се удружила са Пијемонт-Сардинијом у рату против Аустрије 1859, тј, такозваном Аустријско-сардинијском рату. Наполеон III није одржао своје обећање Кавуру да ће се борити све док не освоје краљевину Ломбардију-Венецију. Након крвавих битака код Мађенте и Солферина у којима су Французи и Сардинија победили, Наполеон је сматрао да је рат прескуп, па је иза Кавурових леђа направио сепаратни споразум, по коме је Аустрија уступила само Ломбардију. Пошто је Аустрија одбијала да уступи Ломбардију Сардинији, сложили су се да Ломбардију предају Наполеону III, који ће након тога Ломбардију предати краљевини Сардинији. Наполеон III је због обећања Кавуру дозволио краљевини Сардинији да задржи Савоју и Ницу.
У краткотрајној држави, која се звала Уједињене провинције централне Италије одржан је референдум, на коме је 5. марта 1860. изгласано да се припајају Пијемонт-Сардинији. Та држава Уједињене провинције централне Италије састојала се од Великог војводства Тоскане, војводства Парме, војводства Модене и Папске државе. Тада је Наполеон III био узнемирен, јер се бојао јаке Савојске државе, па је захтевао да му предају Савој и Ницу. То је учињено након референдума на коме је 90% становништва Савоје и Нице гласало да се припоји Француској.
Ђузепе Гарибалди је 1860. започео кампању освајања јужне Италије у име Пијемонта-Сардиније. Брзо је срушио Краљевину Две Сицилије. Кавур је био најзадовољнији са уједињењем, а Гарибалдијева жеља је била да освоји Рим. Краљевина Италија је створена 17. марта 1861. Пијемонт је постао најдоминантнији и најбогатији део Италије. Торино је био главни град до 1865. када је Фиренца постала главни град. Кућа Савој је владала Италијом до 1946.